# Canuto Errázuriz
Eugenio "Canuto" Errázuriz Zañartu (* 21. August 1917 in Santiago de Chile; † 14. Februar 1996 ebenda) war ein chilenischer Skisportler. 

## Werdegang
Bei den chilenischen Meisterschaften im Skispringen, die 1944 auf dem Trampolín im Skigebiet Farellones bei Santiago de Chile ausgetragen wurden, gewann Canuto Errázuriz die Goldmedaille.
Auch im Ski Alpin war Errázuriz aktiv, nahm im Gegensatz zu seinem Bruder Jaime Errázuriz jedoch wahrscheinlich nicht an so vielen Wettkämpfen teil. Beide waren für den Abfahrtswettbewerb der Olympischen Winterspiele 1948 in St. Moritz gemeldet, jedoch trat Canuto nicht an.